# Die Wirtschaft Kambodschas und die Probleme seiner Industrialisierung
Die Wirtschaft Kambodschas und die Probleme seiner Industrialisierung (Originaltitel: französisch L’économie du Cambodge et ses problèmes d’industrialisation) ist der Titel der Dissertation von Khieu Samphan aus dem Jahr 1959. Da Khieu Samphan zu den Architekten des Regimes der Roten Khmer zählt, gilt seine Doktorarbeit als eine der wichtigsten theoretischen Grundlagen der Politik des Regimes. So forderte er insbesondere, Landwirtschaft und den Waren produzierenden Sektor zu stärken um den Wohlstand und Reichtum des Landes erhöhen.

## Umstände der Entstehung und Folgeentwicklung
Samphan studierte ebenso wie Pol Pot in den 1950er Jahren in Frankreich. An der zur Sorbonne gehörenden Fakultät für Rechts- und Wirtschaftswissenschaften reichte er im Jahr 1959 seine Dissertation ein und erwarb den Grad eines Doktors der Wirtschaftswissenschaften. Die Darlegung und Verteidigung der Arbeit fand am 13. Mai 1959 vor einem dreiköpfigen Prüfungsausschuss statt, der aus dem Präsidenten M. Gaston Leduc und den Beisitzern M. Courtin und M. Villey bestand.
Nach dem Studium kehrte Samphan in seine Heimat zurück, wo er Teil der Roten Khmer wurde, mit denen das ehemalige Staatsoberhaupt Norodom Sihanouk nach dem Putsch Lon Nols im Jahr 1970 kooperierte. 1975 stürzte die Front uni national du Kampuchéa das Regime und Sihanouk wurde Staatsoberhaupt des Demokratischen Kampuchea, am 14. April 1976 löste ihn Samphan ab. Er galt als Repräsentant der Roten Khmer sowie als „kommunistischer Theoretiker der Bauernrevolution“, die Wirtschaftspolitik der Regierung von Pol Pot ging jedoch in mehreren Punkten über die Vorschläge in seiner Dissertation hinaus. Der Autor Henri Locard stellte Samphans Doktortitel und seine Stellung als Staatsoberhaupt in den Kontrast zur verfehlten ökonomischen Entwicklung im Demokratischen Kampuchea.

## Inhalt der Doktorarbeit
Im Vorwort gibt Samphan einen Ausblick auf den Inhalt der Arbeit, geht kurz auf die Schwierigkeiten bei der Erschließung des Themas ein und endet mit einer Danksagung an die Professoren Pierre Fromont und Gaston Leduc für deren Unterstützung.
Die Arbeit besteht aus den Teilen Die Wirtschaft Kambodschas und Die Probleme der Industrialisierung, die jeweils in drei Kapitel und mehrere Abschnitte gegliedert sind.
Samphan beschreibt anfangs die v. a. auf Landwirtschaft und Handwerk beruhende  Wirtschaftsstruktur Kambodschas, wobei er insbesondere in der Metallverarbeitung Potenzial für eine Industrialisierung sieht. Der Grund für die damaligen Verhältnisse liegt seines Erachtens im Wechselspiel zwischen den Einflüssen der langjährigen Kolonialmacht Frankreich und den USA sowie dem Erbe des vorkapitalistischen Kambodscha. Große Probleme stellen der Abfluss von Gewinnen ins Ausland und der Festigung feudaler Strukturen auf dem Land dar. Außerdem zweifelt er die offiziell angegebene Höhe des Netto-Nationalprodukts an.
Als Folgen der Tätigkeit ausländischer Konzerne und Banken werden das einheimische Handwerk geschwächt, die Landwirtschaft in Abhängigkeit von Kursschwankungen am Weltmarkt und Rezessionen in wohlhabenden Staaten gebracht und der nicht Waren produzierende Sektor, v. a. in den Städten, vergrößert. Da viele Chinesen im Handelsbereich tätig sind, steigt die Fremdenfeindlichkeit diesen gegenüber.
Aufgrund der Ausgangslage empfiehlt Samphan vorwiegend eine Konzentration auf die landeseigenen Ressourcen, eine Beschränkung des Einsatzes ausländischen Kapitals und eine Konzentration der Arbeitskräfte in Landwirtschaft, Warenproduktion und Energieversorgung. Außerdem sollen der Konsum von Importartikeln und das Abfließen von Gewinnen ins Ausland vermieden werden. Internationale Hilfe lehnt er dabei nicht kategorisch ab, sofern sie für Kambodscha nicht nachteilig ist. Der Außenhandel muss vom Staat kontrolliert werden, um Einnahmen in die Industrialisierung zu investieren. Bei der damit zusammenhängenden Spezialisierung plädiert er für Kooperationen mit den anderen Staaten Südostasiens. Durch Devisenkontrolle und die Einschränkung der Tätigkeiten ausländischer Banken soll das nationale Finanzwesen gestärkt und per Preiskontrolle eine überhöhte Belastung von Produzenten durch Steuern verhindern werden. Zudem strebt der Autor eine Limitierung des Pachtzinses an. Am Ende führt er die zu fördernden Wirtschaftszweige und Möglichkeiten ihrer Entwicklung auf.
Samphan nimmt stellenweise auf das Stevenson Restriction Scheme, Adam Smiths Untersuchungen über „produktiven“ und „unproduktiven“ Tätigkeiten sowie die kurzzeitigen Importverbote unter Ministerpräsident San Yun Bezug.

## Deutschsprachige Übersetzung
Der Kommunistische Bund Westdeutschland (KBW)
veröffentlichte 1979 in seinem theoretischen Organ Kommunismus und Klassenkampf eine deutsche Übersetzung der Dissertation, die vom damaligen KBW-Mitglied Gerd Koenen besorgt wurde. Im Vorwort bot er neben einer Zusammenfassung des Werkes auch einen kurzen Überblick über die Geschichte Kambodschas von der Unabhängigkeit bis zum Sturz des Regimes von Lon Nol.

## Auswirkungen
In seinem Buch Kissinger, Nixon and the Destruction of Cambodia beschreibt William Shawcross den Einfluss der Dissertation auf die Politik der Roten Khmer. Samphan habe geschrieben: „ein erheblicher Teil des Wohlstands des Landes sei auf Dienstleistungen zum Nachteil des primären und sekundären Wirtschaftssektors konzentriert. Diese Beobachtung war in den Städten besonders auffällig; In Phnom Penh waren 85% der Bevölkerung als Beamte, Haushaltspersonal, Limousinen- oder Pedicab-Fahrer beschäftigt. Er empfahl, einige dieser Menschen auf das Land zu entsenden, um die Landwirtschaft zu entwickeln, die wiederum das Wachstum der Industrie ermöglichen sollte.“ Nach William Shawcross diente die Dissertation den Roten Khmer als Grundlage ihrer Politik, die Städte zu entvölkern und die Bevölkerung in der Landwirtschaft und Produktion einzusetzen. Durch Überschüsse in der Landwirtschaft sollte die Industrie entwickelt werden. Samphan schrieb in seiner Dissertation: „Diese Entwicklung sollte auch durch die Gründung von Genossenschaften auf der Grundlage des bereits in ländlichen Gebieten bestehenden Systems der gegenseitigen Hilfe gefördert werden.“  Die Ideen wurden von den Roten Khmer radikalisiert. Schrieb doch Samphan, „dass die Bauern mit Geduld und Verständnis behandelt werden müssen“. Nach dem Sieg der Roten Khmer wurde die Landwirtschaft radikal kollektiviert. Die Erlöse an Devisen aus den Exporten von Reis sollten zur Entwicklung der Industrie eingesetzt werden. Jedoch brach das auf kollektiver Zwangsarbeit bestehende Wirtschaftssystem nach nur wenigen Monaten vollständig zusammen.

## Zitate
Die nachfolgenden Zitate sind Koenens Übersetzung der Dissertation entnommen.
- „Es ist [...] sehr wahrscheinlich, daß eine Entwicklung allein auf Basis einer für den Export bestimmten landwirtschaftlichen Produktion auf ernsthafte Hemmnisse treffen wird; in diesem Fall wird die Produktion des Landes, um ihren Entwicklungsrhythmus beizubehalten, einen inneren Absatzmarkt finden müssen. Aber damit dieser innere Absatzmarkt wieder entstehen kann, muß das Land aus der Situation der internationalen Integration herausfinden.“ (S. 15)

- „Die internationalen Finanzkreise übersahen nicht, daß der natürliche strukturelle Ausgleich nicht mehr wie im 19. Jahrhundert funktionierte und schlossen daraus das Recht, daß man Kapital nur dort anlegen kann, wo sein Gebrauch sofort einen Überschuß an Devisen abwirft, mit denen die Gewinne reexportiert werden können. Darauf aber wird man in Kambodscha noch lange warten müssen.“ (S. 18)

- „Wir glauben, daß sich Kambodscha industrialisieren muß und kann. Es muß sich industrialisieren, weil die Spezialisierung der Landwirtschaft auf der Grundlage der internationalen Integration zu enge Grenzen für die allgemeine Entwicklung seiner Wirtschaft setzt. Wie könnte das Volk es verstehen, wenn die nationale Unabhängigkeit nicht gleichzeitig auch eine Verbesserung seiner Lebensbedingungen bedeuten würde? Kambodscha kann sich industrialisieren, denn es gibt keinen Teufelskreis der Armut, der nicht durch die bewußten Anstrengungen der Menschen gebrochen werden könnte. Nur muß die Verantwortung für die Industrialisierung in den Händen des Staates liegen, dessen Politik darin bestehen soll, die Beziehungen mit dem Ausland streng zu kontrollieren und eine Strukturreform planmäßig einzuleiten.“ (S. 33)

## Deutschsprachige Ausgabe
- Khieu Samphan: Die Wirtschaft Kambodschas und die Probleme seiner Industrialisierung. Dissertation, Paris 1959, Übersetzung Gerd Koenen, KBW-Verlag Kühl KG, Frankfurt am Main 1979.